# Беликов, Иван Александрович (футболист, 1996)
Ива́н Алекса́ндрович Бе́ликов (род. 4 декабря 1996, Москва) — российский футболист, полузащитник.

## Карьера
Воспитанник московских команд «Смена» и ЦСКА. С 2014 года выступал за любительский клуб «Школа мяча». В июле 2015 года подписал контракт с пермским «Амкаром», за который выступал в молодёжном первенстве. В 2016 году играл в аренде за клубы ПФЛ «Локомотив» (Лиски) и «Афипс». В 2017 году был отдан в аренду в белорусский «Нафтан», в составе которого сыграл в 8 матчах чемпионата Белоруссии. Летом того же года подписал контракт с клубом «Химки».